# Napoleonville (Louisiane)
Pour les articles homonymes, voir Napoléonville.
Napoleonville est un village de Louisiane aux États-Unis. La population était de 633 habitants au recensement des États-Unis de 2010.
Napoleonville est le siège de la paroisse de l'Assomption, une des 22 paroisses acadiennes de Louisiane.

## Histoire
En 1807, la communauté qui deviendra Napoleonville s'appelait Canal. Le canal, auquel le nom faisait référence,  allait jusqu'au lac Verret. La ville doit son nom à un soldat qui avait fait partie des troupes de Napoléon Bonaparte. Les premiers établissements permanents dans cette région ont été réalisés  par les Français, les Espagnols, et aussi les Isleño vers le milieu du XVIIIe siècle. Ces nouveaux habitants se positionnèrent le long du Bayou Lafourche, entre les villes actuelles de Donaldsonville et Napoleonville. De 1755 à 1764, la population a augmenté avec l'immigration des Acadiens en exil, qui défrichèrent les terres afin de les rendre cultivables et d'y construire des habitations. La ville est officiellement fondée le 11 mars 1878.

## Démographie
Lors du recensement de 2010, le comté comptait une population de 660 habitants. Elle est estimée, en 2016, à 633 habitants.

## Jumelage
| Ville | Ville   | Pays | Pays   | Période     |
| ----- | ------- | ---- | ------ | ----------- |
|       | Pontivy |      | France | depuis 1989 |